# A.C. Milan w sezonie 1995/1996

Klubowe barwy Milanu

Osiągnięcia i skład piłkarskiego zespołu A.C. Milan w sezonie 1995/96.

## Osiągnięcia
- Serie A: 1. miejsce
- Puchar Włoch: odpadnięcie w 1/4 finału
- Superpuchar Włoch: porażka
- Puchar UEFA: odpadnięcie w 1/4 finału

## Skład zespołu
Bramkarze:
| 1.  | Włochy | Sebastiano Rossi |
| 12. | Włochy | Mario Ielpo      |

Obrońcy:
| 2.  | Włochy  | Christian Panucci       |
| 3.  | Włochy  | Paolo Maldini           |
| 5.  | Włochy  | Filippo Galli           |
| 6.  | Włochy  | Franco Baresi (kapitan) |
| 8.  | Francja | Marcel Desailly         |
| 13. | Włochy  | Francesco Coco          |
| 21. | Włochy  | Mauro Tassotti          |
| 29. | Włochy  | Alessandro Costacurta   |

Pomocnicy:
| 4.  | Włochy     | Demetrio Albertini |
| 10. |            | Dejan Savićević    |
| 11. | Włochy     | Roberto Donadoni   |
| 15. | Włochy     | Massimo Ambrosini  |
| 16. | Włochy     | Tomas Locatelli    |
| 20. | Chorwacja  | Zvonimir Boban     |
| 24. | Włochy     | Stefano Eranio     |
| 26. | Włochy     | Gianluca Sordo     |
| 28. | Portugalia | Paulo Futre        |
| 31. | Francja    | Patrick Vieira     |

Napastnicy:
| 7.  | Włochy  | Paolo Di Canio    |
| 9.  | Liberia | George Weah       |
| 14. | Włochy  | Gianluigi Lentini |
| 18. | Włochy  | Roberto Baggio    |
| 23. | Włochy  | Marco Simone      |